# Asterella syngenesica
Asterella syngenesica là một loài rêu trong họ Aytoniaceae. Loài này được Bory Grolle mô tả khoa học đầu tiên năm 1974.